# ГЕС Hochon 1
ГЕС Hochon 1 – гідроелектростанція у північно-східній частині Північної Кореї. Знаходячись перед ГЕС Hochon 2, становить верхній ступінь дериваційного каскаду, який використовує ресурс зі сточища річки Hochon, лівої притоки Ялуцзян (утворює кордон між Північною Кореєю та Китаєм і впадає до Жовтого моря).
Каскад Hochon спорудили ще в часи японського колоніального панування в Кореї (як наслідок, він також відомий в літературі під японською назвою Kyosen). Цей гідровузол став третім (після каскадів Pujon та Changin), який реалізовував схему з перекиданням ресурсу із басейну Жовтого моря на схід, в річки, що течуть до Японського моря (загальне використане каскадом падіння становить 869 метрів). При цьому для накопичення ресурсу в межах проекту Hochon створили чотири водосховища – три послідовні на самій Hochon та одне на її лівій притоці, всі утримувані бетонними греблями:
- резервуар Hwangsuwon (황수원) з ємністю 331 млн м3 утворений за допомогою споруди висотою 66 метрів, яка потребувала 470 тис м3 матеріалу; 
- розташоване далі по течії сховище Naejung (내중) ємністю 80 млн м3 утримує гребля висотою 44 метри, яка потребувала 196 тис м3 матеріалу; 
- нижнє водосховище на Hochon – Сачхопхьон (사초평) – створене греблею висотою 39 метрів, на яку знадобилось 157 тис м3 матеріалу, та утримує 26 млн м3 води;
- розташоване на притоці Hochon озеро Phungso  (풍서호) з об’ємом 457 млн м3 є найбільшим серед всіх резервуарів проекту. Його гребля також найбільша - при висоті 101 метр вона потребувала 880 тис м3 матеріалу.
Останнє сховище також є найвіддаленішим – відстань від нього до Сачхопьон становить майже три десятки кілометрів, тоді як від Сачхопьон до машинного залу станції Hochon 1 біля 12 км. Зазначений зал розташований на східному боці водорозділу між басейнами Жовтого та Японського моря, на правому березі річки  Namdaechon (впадає до останнього з названих морів біля міста Танчхон). 
Введена в експлуатацію у 1940 році, ГЕС Hochon 1 має потужність 145 МВт, що є найбільшим показником серед чотирьох основних станцій каскаду загальною потужністю 335,4 МВт (окрім них, на виході з двох верхніх сховищ на Hochon працюють малі пригреблеві ГЕС потужністю 8 МВт та 9 МВт). 
Відпрацьована на ГЕС Hochon 1 потрапляє до тунелю, котрий веде на розташовану за 18 км станцію Hochon 2 (можливо відзначити, що загальна довжина дериваційних тунелів каскаду становить 94,6 км).
Починаючи з 1980 року на станціях каскаду Hochon впроваджене дистанційне керування.

## Корейська війна
Починаючи з червня 1952-го авіація ООН неодноразово піддавала бомбардуванням північнокорейські електростанції. Найбільш потужні удари прийшлись на 23-24 червня, проте вони продовжувались і надалі, зокрема на ГЕС Hochon 1:
- атака 3 липня літаками з авіаносця Bon Homme Richard;
- бомбардування 5 серпня літаками з авіаносця Essex;
- бомбардування  29 серпня силами ВПС США;
- атака 21 вересня групою авіаносця Bon Homme Richard.
У другій половині 1950-х років каскад Hochon пройшов через відбудову, під час якої первісно змонтоване тут японське обладнання замінили на постачене з Чехословаччини.